# Marie Mineur
María Mineur (Hodimont, 30 de septiembre de 1831 - Thimister 18 de mayo de 1923) fue una obrera de la industria textil en Verviers (Bélgica).
Es una de las primeras activistas feministas belgas, involucrada en la lucha para mejorar las condiciones laborales de mujeres y niños.

## Contexto
Marie Mineur nació en Verviers en 1831. En dicha ciudad había muchas fábricas de lana  y la vida era particularmente difícil para las personas trabajadoras, que tenían jornadas de 12 horas al día y 6 días a la semana. Comenzaban a las 5 a. m., hombres, mujeres y niños, a veces desde los 7 años. Las condiciones de trabajo eran peligrosas y había muchos accidentes de trabajo. Laseguridad social no existía. La escuela o la educación no era obligatoria. Las personas trabajadoras no sabían leer, escribir ni calcular. Cada 7 casas había un bar, y había mucho alcoholismo entre estas personas de Verviers ya que su vida era muy dura.

## Compromiso con la lucha obrera
Marie Mineur comenzó a hacer campaña a principios de la década de 1870, después de los acontecimientos de la Comuna de París de 1871. Creó la sección femenina de la Primera Internacional, sección que contaba con 300 miembros en 1873, y que permaneció activa hasta 1878. Dotada para hablar en público, intervino en numerosos mítines, primero en la región Verviérs y luego más allá, primero a favor del compromiso y de la emancipación de la mujer, y desde finales de los años 1870, también a favor de la lucha anticlerical y en favor del laicismo.
En febrero de 1872, Marie Mineur se unió a la Sociedad Libre de Ayuda Mutua de Mujeres, que fue la primera organización de mujeres afiliada a la Asociación Internacional de Trabajadores (AIT) en Bélgica a través de la Federación del Valle de Vesdre.
Colaboraba en el periódico Le Mirabeau y describía las numerosas dificultades a las que se enfrentan los trabajadores. A partir de 1873 se dedicó a escribir los llamamientos mensuales destinados a las mujeres y también sobre la lucha secular y contra la religión.
Formó parte de varios círculos y organizaciones durante su carrera activista. Era una de las fundadoras de Atheism, un círculo de librepensadores de Verviers. Era la única mujer de los seis miembros del comité de Trabajadores Solidarios; la asociación realizaba cursos de instrucción laica para niños.
Durante años estuvo involucrada en la lucha contra el trabajo infantil y a favor del establecimiento de mejores condiciones laborales para los trabajadores. En 1888 lanzó una iniciativa de festivales juveniles seculares en Valonia. En sus discursos llamaba a las mujeres a unirse y solidarizarse para ser más fuertes en sus luchas. También defendía ideas seculares.
Su último rastro de actividad militante se remonta a 1897, durante el vigésimo aniversario de Atheism en el que participó. Murió en 1923. Ya olvidada en el momento de su muerte, no se le dedicó ni una línea en los obituarios de la época, incluidos los del movimiento obrero.

## Reconocimientos
El nombre de un grupo feminista fundado en los años 1970 en La Louvière, las Marie Mineur, le rinde homenaje.
Desde 2018, el premio Olympe de Gouges concedido por la ciudad de Verviers pasó a llamarse en su honor. Se trata de un premio a una Verviétoise.